# Lagonda
Lagonda es un fabricante de automóviles de lujo británico, propiedad de Aston Martin desde 1947. La marca, fundada en 1906, ha tenido una presencia discontinua en el mercado de automóviles de lujo, estando inactiva durante varias ocasiones durante su existencia, más recientemente, de 1995 a 2008 y de 2010 a 2013.

## Historia

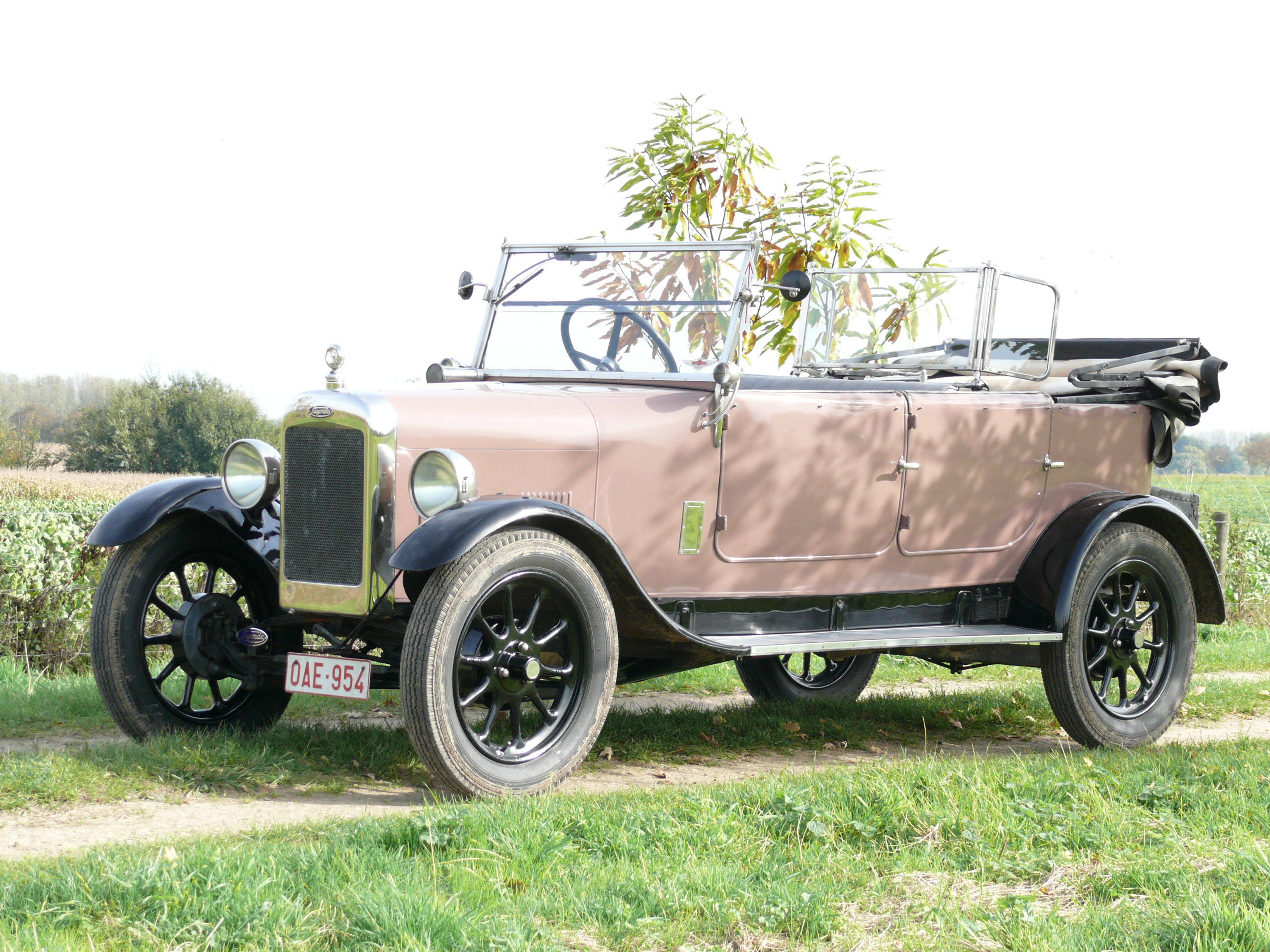
12-24 LC 1925

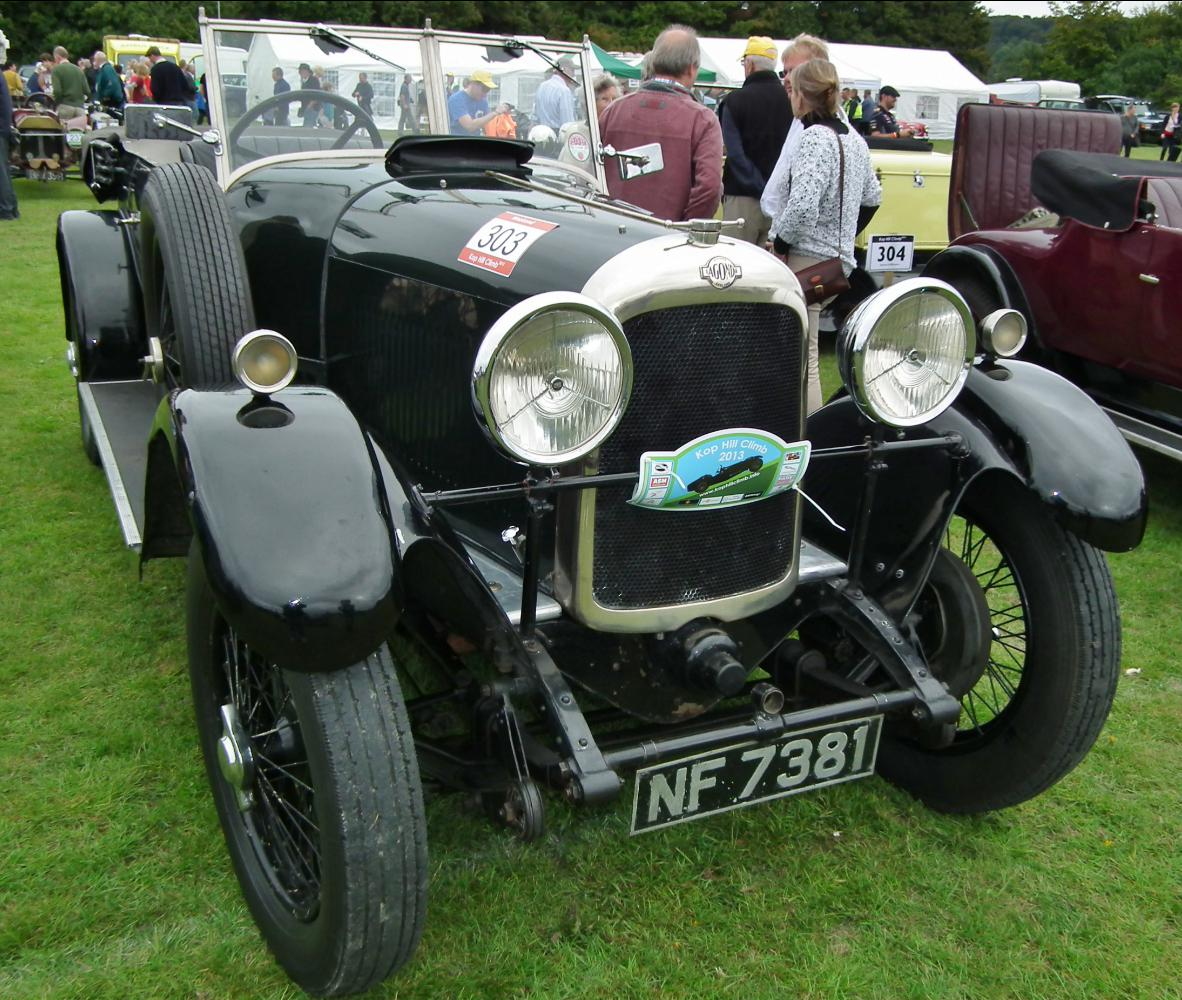
2½-litre 16-65 1927

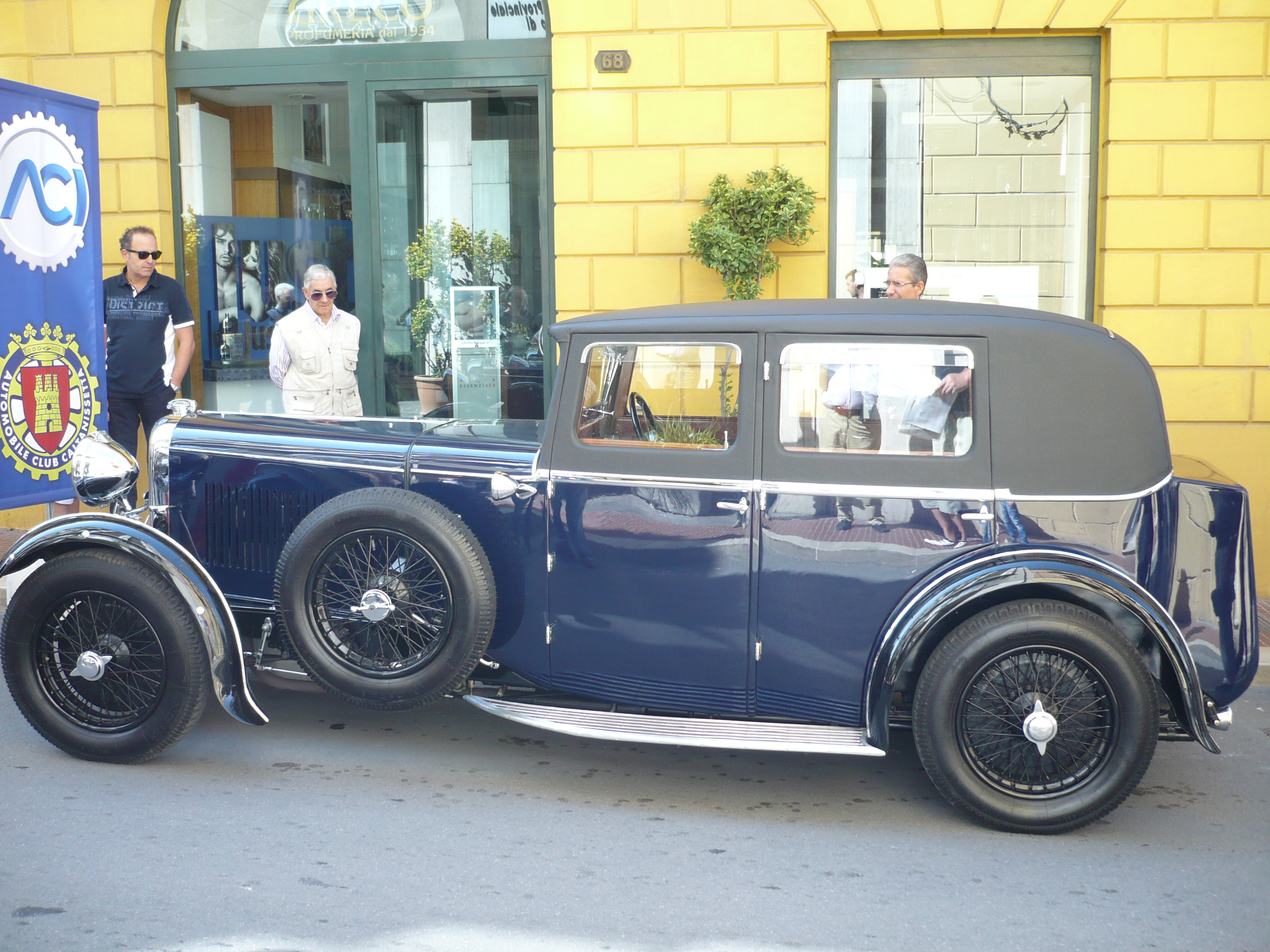
2-litre 16-80 Weymann saloon c.1930

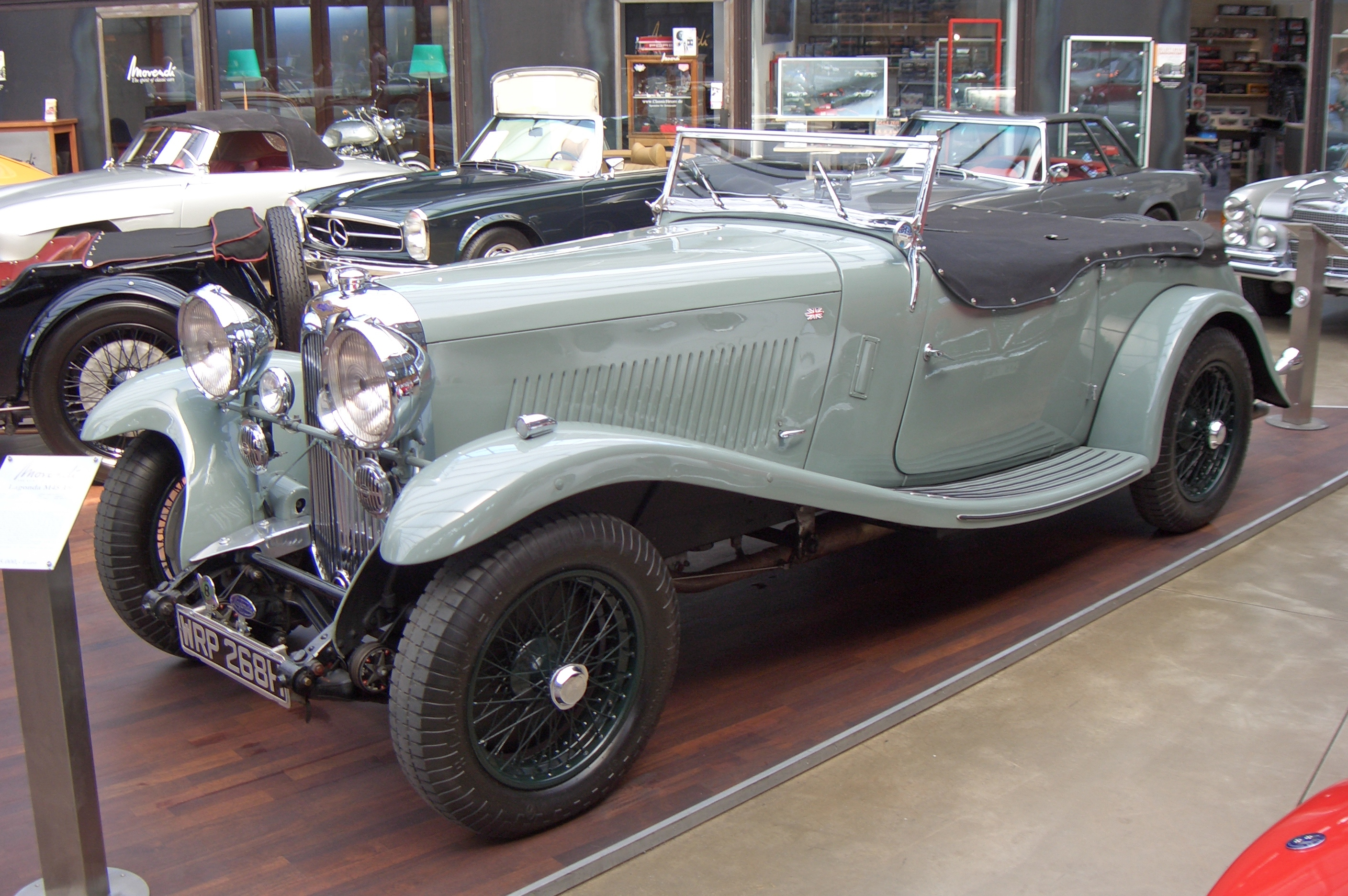
4½-litre M45 Sports Tourer 1934

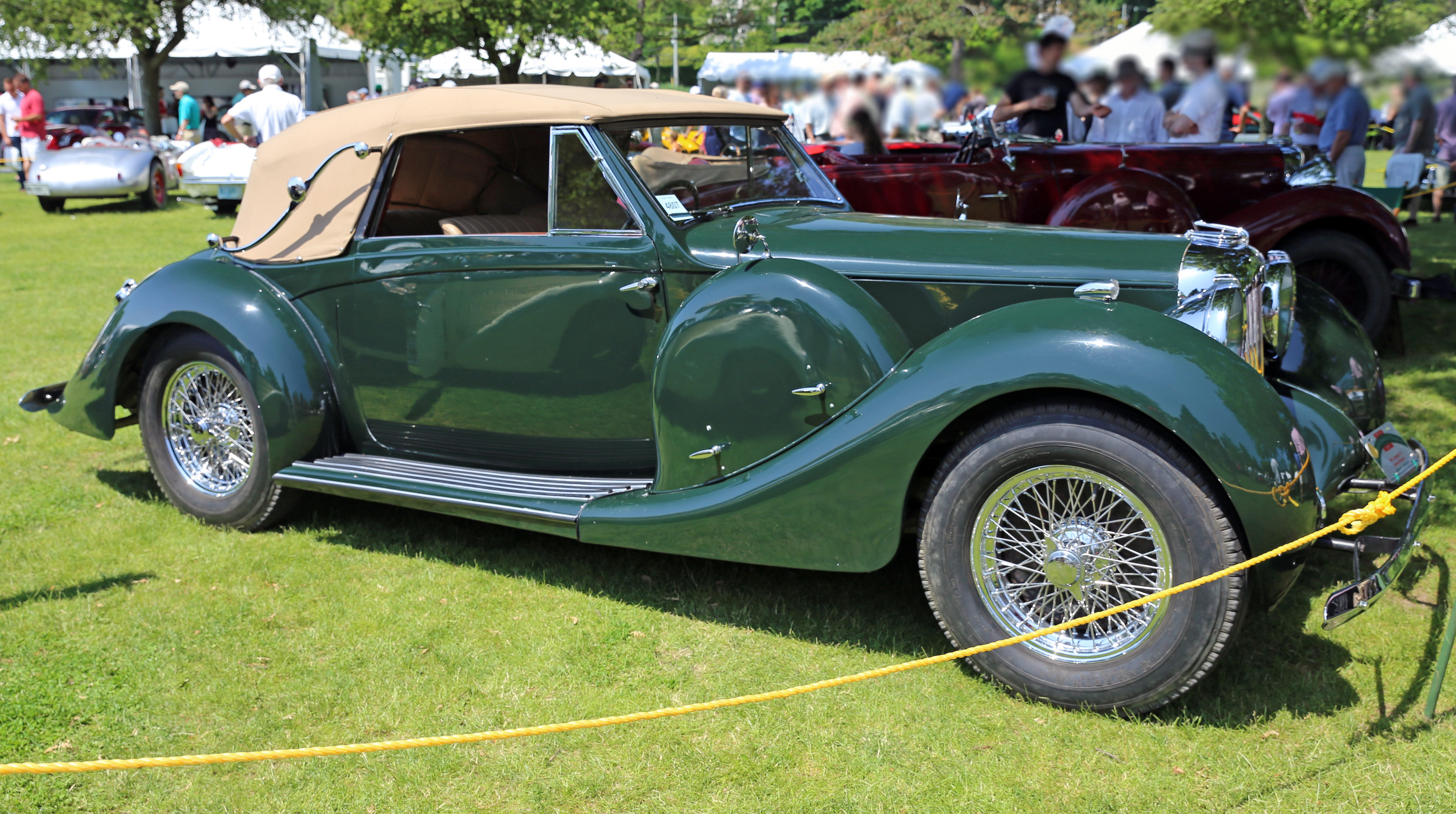
4½-litre V12 drophead coupé 1940

### Fundación
La compañía Lagonda fue fundada en 1906 en Staines-upon-Thames, Surrey, por Wilbur Gunn (1859-1920), un escocés-estadounidense antiguo cantante de ópera. Se convirtió en ciudadano británico en 1891 y trabajó como ingeniero de lanchas y motocicletas en Staines, Inglaterra.
El nombre de la compañía, "Lagonda", es el de un lugar del territorio de la tribu Shawnee cerca de Springfield (Ohio), la ciudad donde nació su fundador. Es una garganta glaciar de gran belleza, excavada en la roca caliza. Históricamente, el área jugó un papel importante en el Tratado de Easton y en la alineación de la tribu Shawnee con los británicos durante la guerra franco-india..
Originalmente había construido  motocicletas a pequeña escala en el jardín de su casa en Staines con un éxito razonable, incluyendo una victoria en la prueba de 1905 Londres-Edimburgo. En 1907 lanzó su primer automóvil, el 20 hp, un Torpedo con motor de 6 cilindros, que usó para ganar la carrera Moscú-San Petersburgo de 1910. Este éxito produjo un incremento de las exportaciones a Rusia, que continuó hasta 1914. En 1913 Lagonda introdujo un pequeño automóvil avanzado, el 11.1 con un motor de cuatro cilindros de 1099 cc, que en 1914 presentaba una barra Panhard, un cuerpo monocasco remachado y el primer freno de mano junto al volante.
El botón de control de trinquete en el extremo del freno de mano junto al volante estaba diseñado para funcionar de forma opuesta a lo que normalmente se acepta. Si la palanca se levanta o se tira hacia atrás a la posición "freno", al soltarla, se libera inmediatamente, a menos que se presione y mantenga presionado el botón antes de soltar la palanca. Una vez accionado, el freno se suelta levantando la palanca del freno de mano (no presionando el botón) en la dirección de ajuste (hacia arriba o hacia atrás). Este mecanismo se adaptó tradicionalmente a los automóviles deportivos para facilitar la salida en las carreras, en los semáforos. También se puede usar para ayudar a las ruedas traseras a deslizarse, sin la preocupación de que el trinquete deje el freno puesto.
Durante la Primera Guerra Mundial Lagonda fabricó proyectiles de artillería.

### Período de entreguerras
Después del final de la guerra, el modelo 11.1 se siguió produciendo con un motor más grande de 1400 cc e instalación eléctrica estándar con el nombre de 11.9 hasta 1923, actualizado como 12 hasta 1926. Después de la muerte de Wilbur Gunn en 1920, tres directores liderados por Colin Parbury se hicieron cargo de la empresa.
El primer modelo deportivo de la compañía se lanzó en 1925. El 14/60, con un motor de 4 cilindros y 1954 cc con cámaras gemelas hemisféricas de combustión, fue diseñado por Arthur Davidson, que había llegado a Lagonda desde Lea-Francis. Un motor de mayor potencia hizo su aparición en 1927 con el modelo Speed de 2 litros, al que se le podía añadir un sobrealimentador a partir de 1930. Una versión alargada del chasis, la 16/65, con motor de 6 cilindros y 2,4 litros, estuvo disponible desde 1926 hasta 1930. La culmimación de sus coches en la década de 1920 fue el modelo de 3 litros con un motor de 6 cilindros de 2931 cc. Esta progresión se mantuvo hasta 1933, cuando el motor pasó a tener 3181 cc y también estaba disponible con una compleja caja de cambios Maybach de 8 velocidades con un selector especial.
En 1933 se lanzó un nuevo modelo, el 16-80 con un motor Crossley de 2 litros, dotado con una caja de cambios con pre-selector en 1934. Un nuevo automóvil pequeño, el Rapier, llegó en 1934 con un motor de 1104 cc y también con caja de cambios preselectora. La producción duró hasta 1935, aunque fueron fabricadas más unidades hasta 1938 por otra compañía, Napier & Son de Hammersmith, Londres. En el otro extremo de la gama estaba el modelo de 4.5 litros, el M45 preparado por Meadows, que con un motor de 6 cilindros y 4467 cc, era capaz de alcanzar 100 millas por hora (161 km/h). Una versión deportiva en origen, el M45R Rapide, con un motor M45 afinado y un chasis más corto logró una controvertida victoria en las 24 Horas de Le Mans en 1935. También en 1935, el 3 litros creció a 3.5 litros.
No todo estaba bien financieramente, y hubo que poner la empresa en manos de un administrador judicial en 1935. La compañía fue comprada por Alan P. Good, que superó la oferta realizada por Rolls-Royce. También persuadió a Walter Owen Bentley para que abandonase Rolls-Royce y se uniese a Lagonda como diseñador junto con muchos de sus técnicos del departamento de carreras. El 4.5 litros pasó a ser el LG45, con chasis más bajos pero más pesados y también estaba disponible el modelo Rapide LG45R (en tres versiones conocidas como Sanction 1, 2 y 3, cada una con más detalles de Bentley en el motor). En 1938 llegó el LG6 con suspensión delantera independiente por barra de torsión y frenos hidráulicos.
Junto con los exmiembros de Rolls Royce Stuart Tresillian y Charles Sewell, y el genio del diseño Frank Feeley, W.O. superó su disgusto por las condiciones primitivas de la fábrica de Lagonda, y se puso a trabajar en el nuevo motor que se convertiría en su obra maestra, el V-12, lanzado en 1937. El motor de 4480 cc rendía 180 hp, y se decía que era capaz de pasar de 7 a 105 mph en la marcha superior, acelerando hasta alcanzar las 5000 rpm. Se exhibió en el Salón del Automóvil de Nueva York de 1939: "El automóvil de mayor precio en el programa de este año está valorado en 8900 dólares. Es un Lagonda, conocido como el modelo "Rapide", importado de Inglaterra. El motor de 12 cilindros en V desarrolla 200 caballos de fuerza".

### Lagonda durante la guerra
Richard Watney fue director general de Lagonda al comienzo de la Segunda Guerra Mundial:

Fue gerente de ventas minoristas de Rootes para el área de Londres hasta 1935, cuando se convirtió en director general de Lagonda, Ltd. Es un experto en producción, que durante la guerra organizó y controló para Lagonda una de las plantas británicas de producción de armas más grandes, y también fábricas que producían 50.000 obuses de 25 libras diariamente. Watney también desarrolló y produjo el "Churchill Crocodile" y el "Wasp", un equipo de lanzallamas para vehículos blindados."

Watney terminó segundo en Le Mans 1930 conduciendo un Bentley. Regresó al Grupo Rootes en 1946, continuando su trabajo en Australia. Murió en un accidente automovilístico en Melbourne en 1949.

### Propiedad de Aston Martin

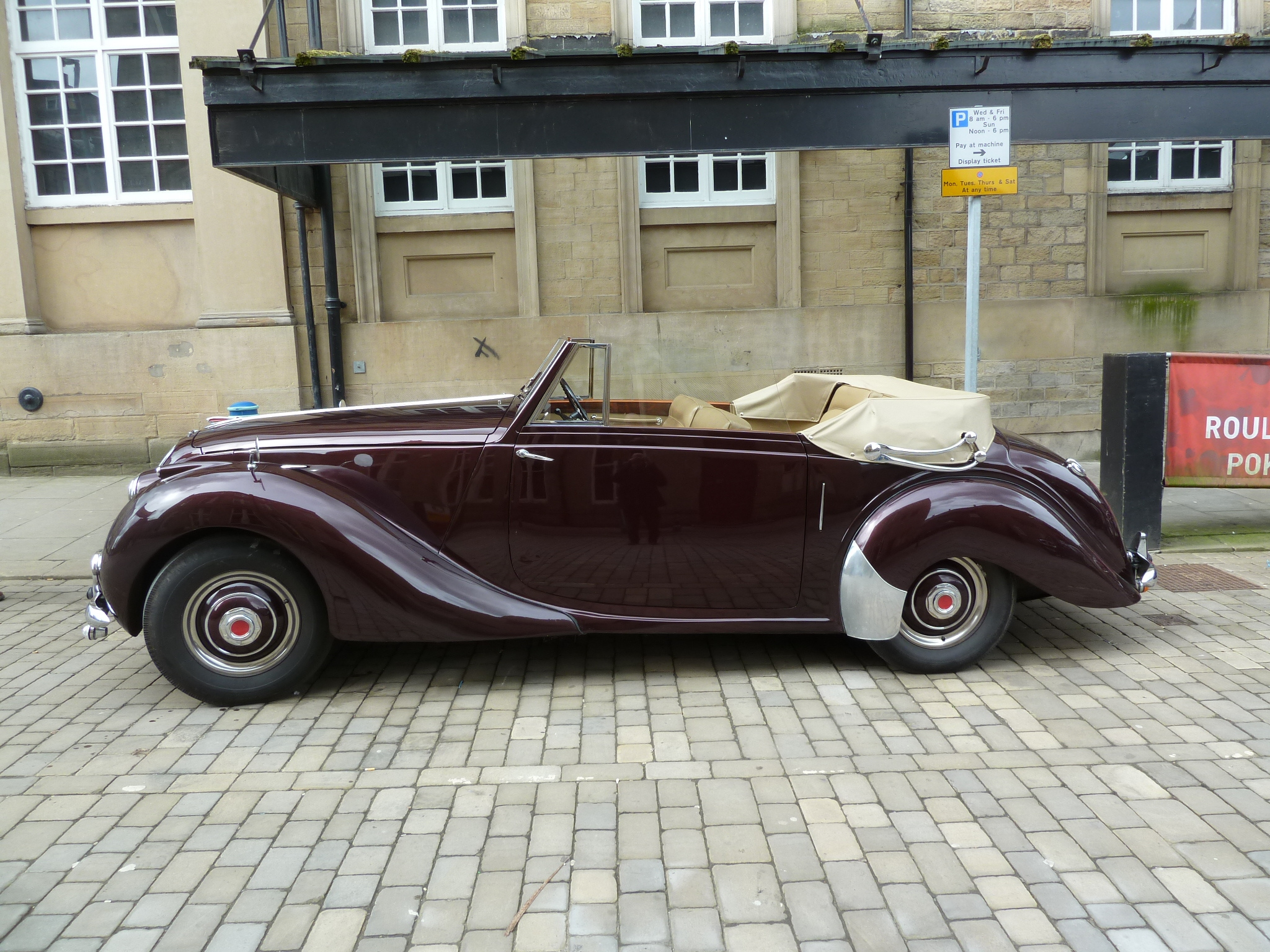
2.6-litre cupé descubierto por Tickford 1953

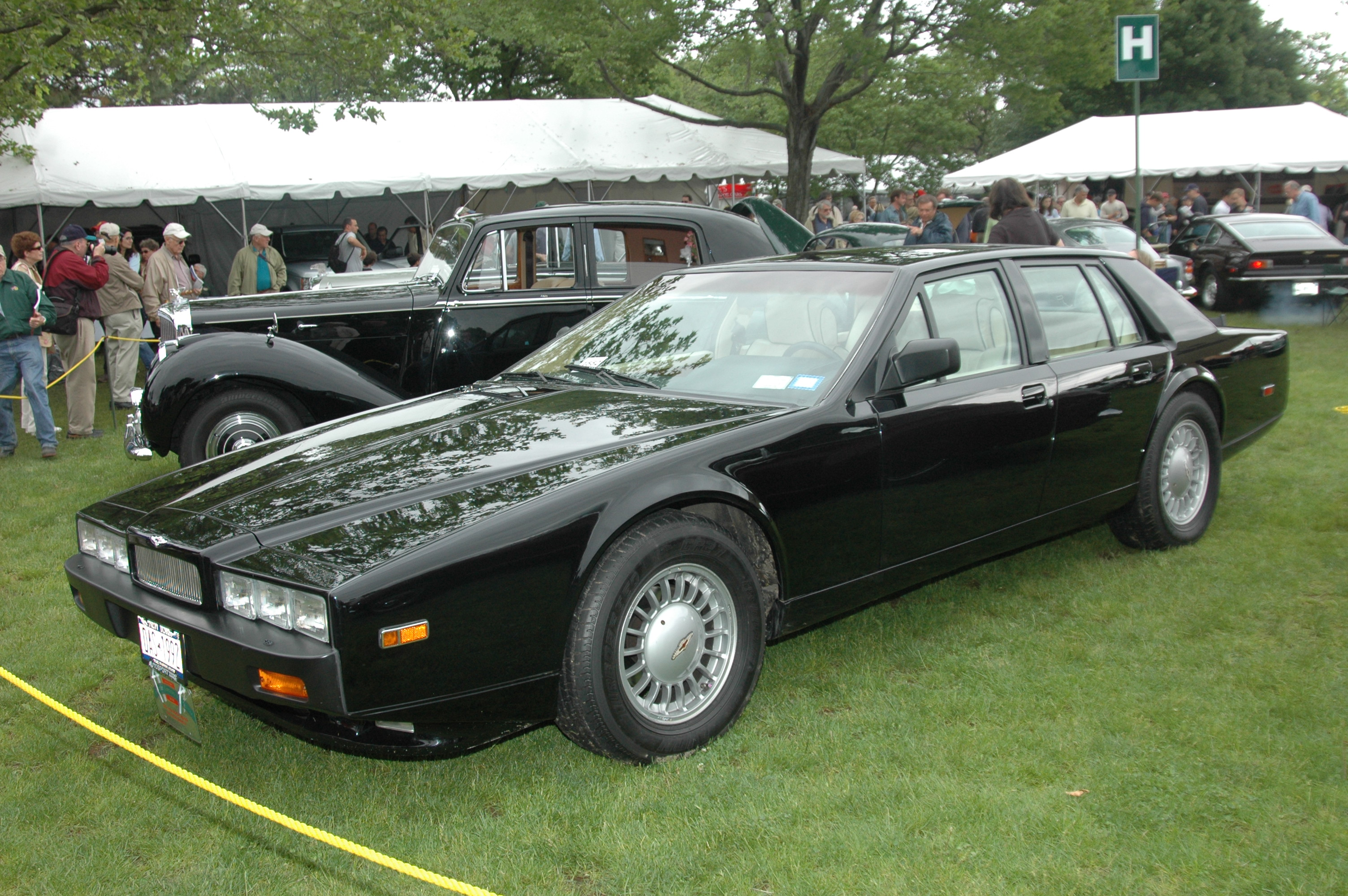
Aston Martin Lagonda 1989

En 1947, la compañía quedó bajo el control del empresario David Brown y se trasladó junto con Aston Martin, que también había comprado Brown, a Feltham, Middlesex. La antigua Staines operaba en Egham Hythe y pasó a Petters Limited, donde A.P. Good había adquirido el control. La producción se reinició con uno de los últimos prototipos de W. O. Bentley, el 2.6-Litre de 1948 con un nuevo chasis con suspensión totalmente independiente. Su nuevo motor Lagonda de 6 cilindros en línea y 2580 cc con doble árbol de levas en cabeza se convirtió en la base de los motores Aston Martin de la década de 1950. El motor se aumentó a 3 litros en 1953 y continuó estando disponible hasta 1958.

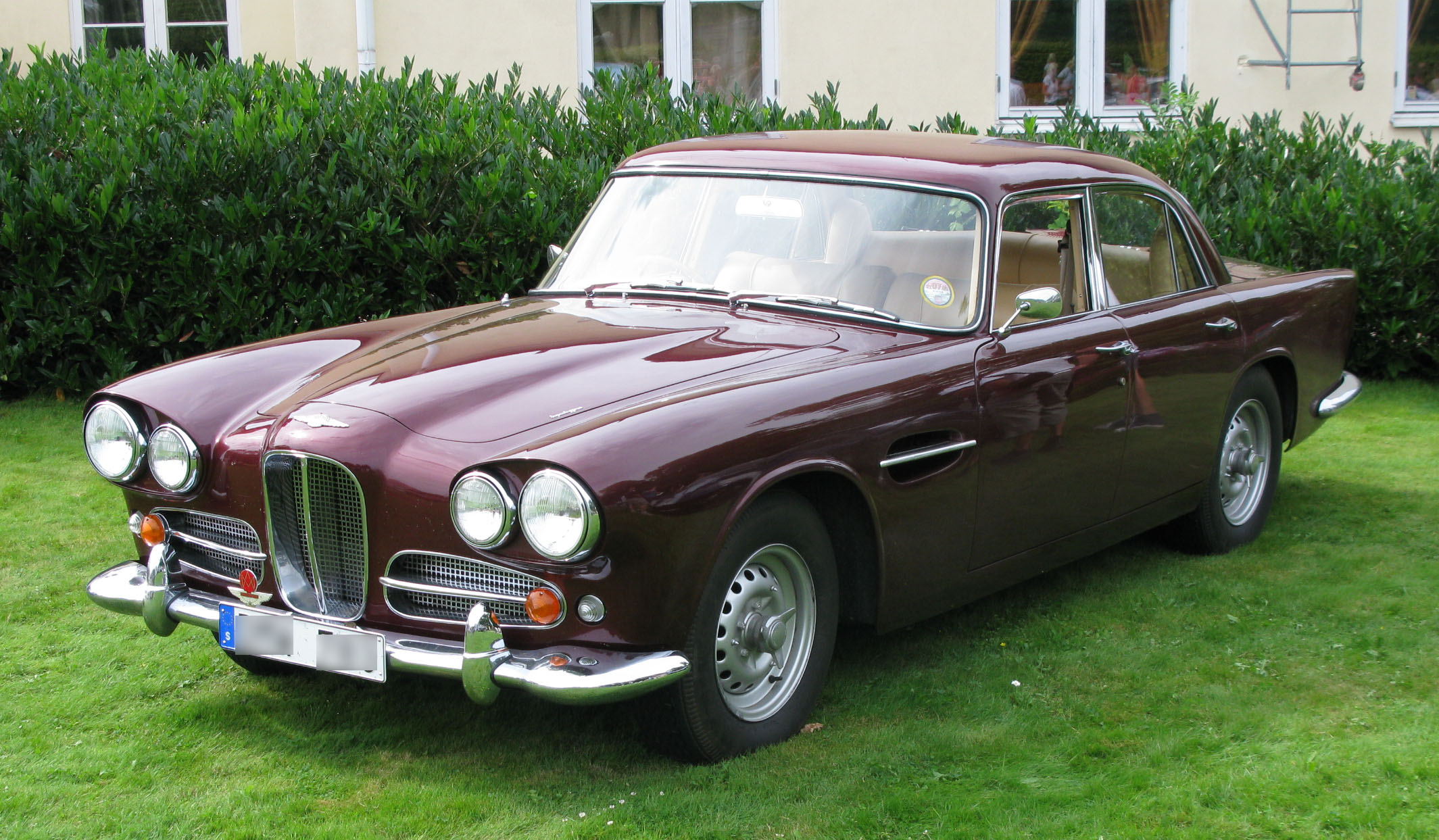
Rapide, 1964

Muchos pensaron que la marca había desaparecido, pero en 1961 el nombre Rapide fue resucitado con un sedán de cuatro puertas basado en el Aston Martin DB4 contemporáneo, con un cuerpo de aluminio diseñado por Carrozzeria Touring de Milán y un motor de 3995 cc capaz de impulsar el coche a 125 millas por hora (201 km/h). En aquella época, la empresa Aston Martin-Lagonda, como era conocida, se había trasladado a Newport Pagnell en Buckinghamshire. El Rapide se mantuvo en producción hasta 1965.
En 1969, el nombre Lagonda fue recuperado brevemente, apareciendo en un prototipo de cuatro puertas del entonces nuevo modelo DBS. El prototipo fue asignado al chasis MP230/1 y continuó produciéndose hasta 1972, siendo utilizado por Sir David Brown como su automóvil personal, registrado como JPG 5G. Originalmente, el coche tenía un prototipo de motor V8 de 5 litros, pero se reemplazó rápidamente por una versión de cuatro cilindros en línea de 5.3 litros (VS4008EE).
Entre 1974 y 1976, se produjeron siete modelos Lagonda de cuatro puertas basados en el prototipo de 1969. Su diseño incorporaba un radiador en forma de herradura propio de Lagonda y faros simples, en lugar de los faros dobles del prototipo.
En 1976 apareció un nuevo sedán Lagonda, el Aston Martin Lagonda, un modelo grande y futurista diseñado por William Towns. Este coche de perfil bajo, más bien cuadrado y con forma de cuña, fue construido sobre los componentes del Aston Martin V8 y estuvo disponible, al menos en teoría, hasta 1989. Se construyeron un total de 645 unidades.
Aston Martin presentó el Lagonda Vignale, un diseño conceptual, en el Salón del Automóvil de Ginebra de 1993.
Durante 1993-94, se fabricaron nueve sedanes Lagonda de cuatro puertas y otros siete con un diseño posterior especial, basados en el Aston Martin Virage convenientemente alargado. Estos son los únicos modelos de cinco puertas fabricados en la historia de Aston Martin; seis de ellos fueron comprados por una familia real extranjera. Se podían encargar con el motor V8 de 5.3 litros (310 HP) o el V8 de 6.3 litros (500 HP).

### Reaparición
Aston Martin anunció el 1 de septiembre de 2008, según lo informado por Automotive News Europe, que relanzaría su marca Lagonda para contribuir a su expansión en nuevos mercados, comercializando los vehículos de la marca como sedanes de lujo para celebrar el centenario de Lagonda en 2009.
"La marca Lagonda nos permitirá desarrollar automóviles que pueden tener un carácter diferente al de un automóvil deportivo", dijo el gerente general Ulrich Bez en un comunicado. "Lagonda tendrá su propio nicho con productos lujosos y verdaderamente versátiles adecuados tanto para mercados existentes como para mercados emergentes".
"Los modelos Lagonda serán vehículos que se podrán usar durante todo el año en mercados como Rusia, donde automóviles deportivos especializados como los Aston Martin solo podrían usarse durante tres o cuatro meses cada año", dijo la portavoz de Aston Martin, Janette Green.
En el Salón de Ginebra de 2009, Aston Martin presentó un vehículo utilitario deportivo de 4 plazas y 4 asientos para conmemorar el 100 aniversario del primer automóvil Lagonda. Incluye un motor V12 y ruedas de 22 pulgadas.
El nombre Rapide fue revivido en 2010 con el modelo Aston Martin Rapide.
Aston Martin confirmó la reactivación de la marca Lagonda el 9 de marzo de 2011. La nueva gama inicialmente consistiría principalmente en vehículos suburbanos de gama alta.
En 2014, sin embargo, Aston Martin anunció una versión grande y de cuerpo bajo, el Taraf, un automóvil de 1 millón de libras impulsado por un motor Doble Turbo V12 que rinde 540 HP. El Taraf está limitado a solo 200 unidades de producción y se vende en el Reino Unido y en los Estados Unidos, a pesar de que en los planes iniciales se ofrecería solo en el Medio Oriente.

## Modelos
| Año     | Tipo                  | Motor                                                            | Producción                                            |    |
| ------- | --------------------- | ---------------------------------------------------------------- | ----------------------------------------------------- | -- |
| 1906–13 | 20                    | 3052 cc válvula lateral 4-cilindros                              |                                                       |    |
| 1911–13 | 30                    | 4578 cc válvula lateral 4-cilindros                              |                                                       |    |
| 1913–21 | 11                    | 1099 cc admisión forzada 4-cilindros                             | 6000 (11.9 y 12)                                      |    |
| 1920–23 | 11.9                  | 1421 cc admisión forzada 4-cilindros                             | 6000 (11 y 12)                                        |    |
| 1923–26 | 12 y 12/24            | 1421 cc admisión forzada 4-cilindros                             | 6000 (11 y 11.9)                                      |    |
| 1925–33 | 14/60 y 2-litre Speed | 1954 cc 4-cilindros con válvulas en cabeza                       | 1440                                                  |    |
| 1926–30 | 16/65                 | 2389 (posteriormente 2692) cc 6-cilindros con válvulas en cabeza | 250                                                   |    |
| 1928–34 | 3-litre               | 2931 cc 6-cilindros con válvulas en cabeza                       | 570                                                   |    |
| 1932–34 | 16/80                 | 1991 cc 6-cilindros con válvulas en cabeza Crossley              | 260                                                   |    |
| 1933–38 | Rapier                | 1087 cc 4-cilindros con válvulas gemelas en cabeza               | 470 + app 45 by Rapier Cars                           |    |
| 1935    | M45                   | 4467 cc 6-cilindros con válvulas en cabeza Meadows               | 410 + 53 M45R Rapide                                  |    |
| 1935    | 3.5-litre             | 3619 cc 6-cilindros con válvulas en cabeza                       | 65                                                    |    |
| 1936–37 | LG45                  | 4467 cc 6-cilindros con válvulas en cabeza Meadows               | 278 + 25 Rapides                                      |    |
| 1938–40 | LG6                   | 4467 cc 6-cilindros con válvulas en cabeza Meadows               | 85                                                    |    |
| 1938–40 | V12                   | 4480 cc árbol sencillo de levas en cabeza V12                    | 189                                                   |    |
| 1948–53 | 2.6-Litre             | 2580 cc 6-cilindros doble árbol de levas en cabeza               | 510                                                   |    |
| 1953–58 | 3-Litre               | 2580 cc 6-cilindros doble árbol de levas en cabeza               | 270                                                   |    |
| 1961–64 | Rapide                | Tadek Marek de 6 cilindros en línea                              | 3995 cc 6-cilindros doble juego de válvulas en cabeza | 55 |
| 1976–89 | Aston Martin Lagonda  | 5340 cc 8-cilindros válvulas en cabeza                           | 645                                                   |    |
| 2014–   | Taraf                 | 5935 cc V12                                                      | 200                                                   |    |

## Lecturas relacionadas
- Aston Martin y Lagonda; Frost, Michael; ISBN 0-901564-24-9
- Imágenes de Motoring Lagonda 1899-1999; Davey, Arnold; ISBN 0-7524-1713-4: Una breve historia de la empresa y la marca del historiador del club Lagonda del Reino Unido
- Lagonda Gold Portfolio 1919-1964; ISBN 1-85520-155-0: Colección de reimpresiones de artículos de las primeras revistas de automovilismo
- Lagonda Heritage; Bird, Richard; ISBN 1-85532-363-X: colección de fotografías en color
- Lagonda: una historia ilustrada 1900-1950; Seaton, Geoffrey; ISBN 1-85223-107-6
- Aston Martin: Poder, belleza y alma; Dowsey, David; ISBN 9780957875951